# Mohamed Azzi
Mohamed Azzi (in arabo محمد عزي‎?; Ouargla, 11 maggio 2002) è un calciatore algerino, difensore della Dinamo Machačkala.

## Caratteristiche tecniche
È un terzino destro, ma può essere utilizzato anche come ala destra.

## Carriera

### Club
Cresciuto nel settore giovanile del CR Belouizdad, esordisce in prima squadra l'8 giugno 2021 in occasione della partita di campionato vinta per 6-0 contro il JSM Skikda. Con il club colleziona 27 presenze prima di trasferirsi in Russia, alla Dinamo Machačkala. L'11 marzo 2025 segna la sua prima rete da professionista, in occasione della partita di Coppa di Russia persa per 1-2 contro la Lokomotiv Mosca.

### Nazionale
Vanta 9 presenze con le rappresentative giovanili algerine.